# Schenkelverkehr
Der Schenkelverkehr (auch Oberschenkelkoitus) beschreibt die sexuelle Stimulation eines Mannes und ggf. seiner Partnerin/seines Partners durch Reibung seines Penis zwischen den Oberschenkeln einer anderen Person bzw. den äußeren Schamlippen einer Frau.

## Namensvarianten
Schenkelverkehr wird fachsprachlich auch als femoraler Verkehr bezeichnet, oder ganz lateinisch als coitus inter femora bzw. coitus in femoribus, „Geschlechtsverkehr zwischen den Schenkeln“, von lateinisch femora (Singular femur) für die „Oberschenkel“. Des Öfteren findet sich auch die Bezeichnung interkruraler bzw. intercruraler Verkehr, von inter- für „zwischen“ und crura (Singular crus) für die „Unterschenkel“, oft auch für die ganzen Beine und besonders in der Medizin für andere „Schenkel“ verwendet.

## Vorkommen
Schenkelverkehr kann ein vorbereitender oder integrativer Bestandteil einer sexuellen Begegnung sein oder als Ersatz für den vaginalen oder analen Koitus dienen.
Von Jugendlichen und jungen Erwachsenen wird öfter Schenkelverkehr praktiziert, um zu „üben“, das Hymen nicht zu zerstören und jungfräulich zu bleiben und als unsichere Methode, um nicht schwanger zu werden, wie seltener auch Analverkehr. Von den Tubu, einem Bantu-Volk, wird 1937 berichtet, dass der dort Metsha genannte Verkehr zwischen den Geschlechtern ab etwa dem zehnten Lebensjahr praktiziert wird, auch wenn die Mütter den Mädchen davon abraten. Bei den Zulus wird 1962 berichtet, dass vorehelicher Schenkelverkehr – Soma bzw. Ukusoma genannt – nicht unüblich und erlaubt war, bis die Menschen zum Christentum bekehrt wurden, im Gegensatz zu traditionellen Umgebungen keinerlei Verhaltensregeln über sexuelle Beziehungen mehr lernten und bei sexuellen Beziehungen penetrativen Koitus praktizierten.
Über heterosexuellen Schenkelverkehr zwischen Erwachsenen wird allgemein wenig berichtet, vereinzelt soll er als Koitus-Ersatz während der Menstruationsperiode angewendet werden, aber auch als Vorspiel und zur intensiveren Stimulation der Klitoris, die dabei gegen die Eichel oder den Penisschaft des Mannes gepresst bzw. damit gestreift werden kann. Unter Prostituierten gibt es teilweise die Praxis, eine Penetration vorzutäuschen (Falle schieben), wobei mit der Hand nachgeholfen wird, um die Illusion zu vollenden. In Japan ist Sumata (japanisch 素股 „nackter Schritt“, auch engl. pussyjob) verbreitet, da dort explizit Prostitution mit vaginalem Geschlechtsverkehr verboten ist. Bei Sumata wird der Penis durch Reibung mit den Hüften und Schamlippen stimuliert, ohne dass eine Penetration erfolgt. Die Frau sitzt bzw. hockt dabei auf dem Mann.
Historisch und bei ethnologischen Berichten wird immer wieder von Schenkelverkehr zwischen männlichen Kindern oder Jugendlichen berichtet.
In einigen vergangenen und aktuellen Kulturen gibt es – teilweise institutionalisierte – sexuelle Beziehungen zwischen jungen Knaben und älteren Männern. Schenkelverkehr spielt dabei oft eine Rolle. Auf Tahiti wird die Institution mahu genannt, bei Minenarbeitern in Südafrika bukhontxana („Ehefrauen der Minen“), und bei den alten Griechen Päderastie. Bei Letzteren war der Schenkelverkehr meist in einer Lehrerziehung eingebettet. Man geht davon aus, dass meistens Schenkelverkehr praktiziert wurde, da die Penetration als etwas unterwürfig Weibliches galt. Der reine Schenkelverkehr war für den Eromenos ehrenvoller und wurde daher primär praktiziert. Im Gegensatz zum Analverkehr wird er auch bildlich auf antiken Vasen dargestellt.
Auch unter Männern wird Schenkelverkehr praktiziert. Da bei den drei abrahamitischen Religionen der Analverkehr unter Männern verpönt bzw. verboten war, war Schenkelverkehr eine weniger schlimme Alternative. Es war teilweise erlaubt und wenn nicht, gab es oft wesentlich geringere Bußzeiten oder Strafen. Ferner wurde er früher auch von so manchen strengen muslimischen Gelehrten nur als leichte Sünde gesehen. 1631 wurde zwar Mervyn Tuchet, 2. Earl of Castlehaven geköpft, obwohl er nur Schenkelverkehr hatte, dies war aber nicht die Regel an den englischen Gerichtshöfen.

## Vorherrschende bildliche Darstellung der Päderastie im alten Griechenland

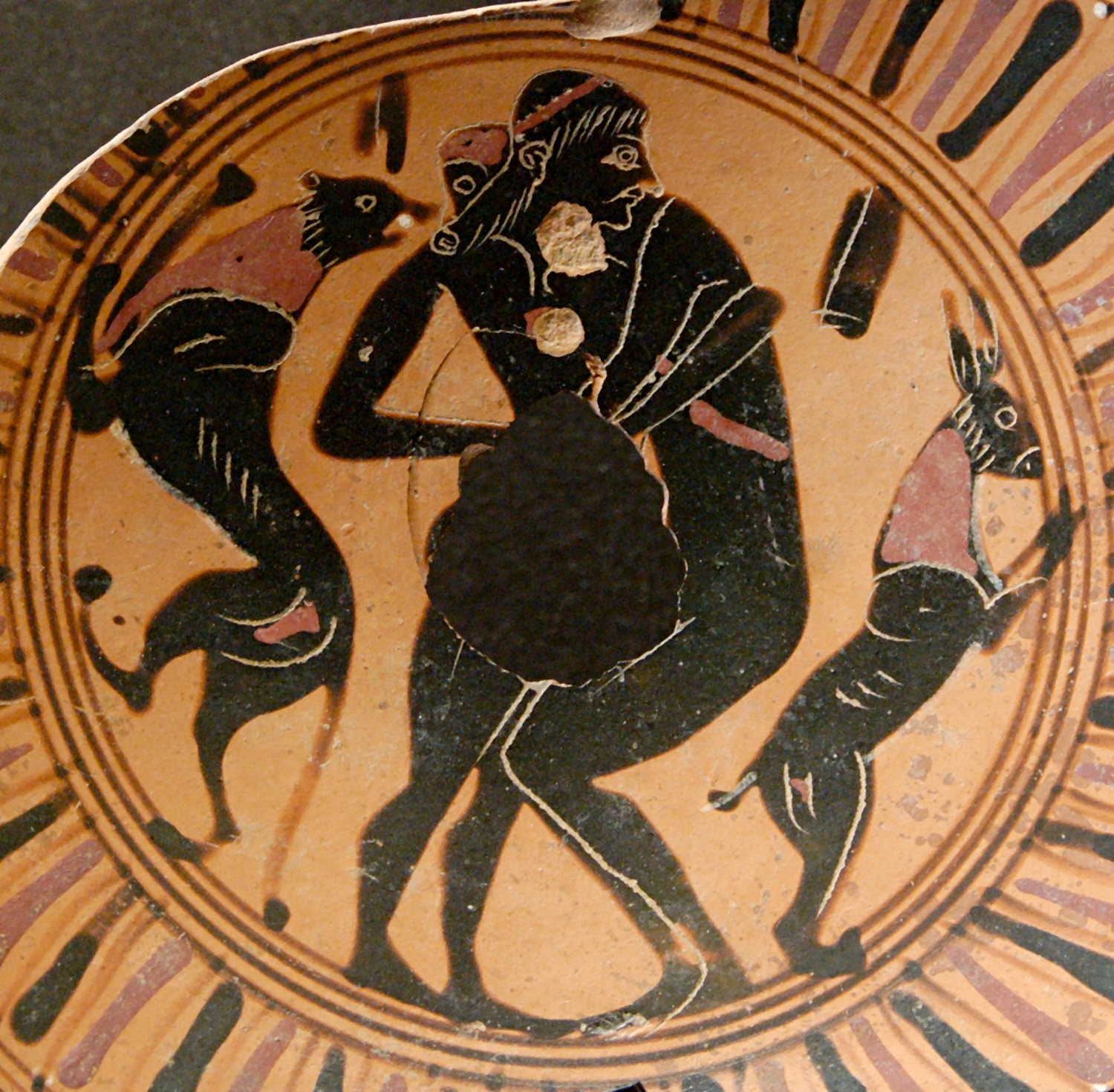
Darstellung päderastischen Schenkelverkehrs auf der Tondo einer attisch-schwarzfigurigen Kylix, um 550/25 v. Chr.

In den bildlichen Darstellungen der Päderastie sind zwei Motive besonders häufig anzutreffen. Neben der sogenannten Oben-Unten-Position der Umwerbung bezieht sich das andere Motiv auf die Erfüllung der Beziehung, wobei fast ausschließlich Schenkelverkehr in einer spezifischen Art dargestellt wird: Der Erastes umfasst dabei die Hüfte des Knaben, legt seinen Kopf auf oder unter die Schulter und stößt seinen Penis zwischen die Oberschenkel des Eromenos. Dieser steht aufrecht und wirkt stets unberührt. Sein Körper entspricht dem griechischen Schönheitsideal: athletisch gebaut mit einem recht großen Gesäß und großen Oberschenkeln sowie einem eher kleinen Penis.

## Juristische Einordnung in Deutschland
In Deutschland war der Schenkelverkehr zwischen Männern nach § 175 StGB als „widernatürliche Unzucht“ (auch beischlafähnliche Handlung) lange strafbar, jedoch war ein Nachweis, gerade wenn der Schenkelverkehr einvernehmlich praktiziert wurde, kaum zu erbringen. 1935 wurde § 175 StGB durch die Ersetzung des Begriffes „widernatürliche Unzucht“ durch „Unzucht“ verschärft, was in diesem Fall schon durch das Aneinanderschmiegen nackter Körper gegeben war und den vorher zwingenden Nachweis beischlafähnlicher Handlungen obsolet machte. § 175 StGB wurde in der Bundesrepublik Deutschland erst 1969 und 1973 abgemildert (in der DDR 1958 abgemildert und 1989 abgeschafft) und schließlich 1994 im Zuge der Rechtsangleichung beider deutscher Staaten nach der Vereinigung abgeschafft.
Heterosexueller Schenkelverkehr, der vor allem zur Wahrung der Jungfräulichkeit oder als (unsichere) Methode der Empfängnisverhütung praktiziert wurde, ist in der modernen deutschen Rechtsgeschichte immer straffrei gewesen.